# Quadrangle (Kartografie)
Quadrangle oder kurz quad bezeichnet in der Kartografie einen Kartentyp des United States Geological Survey (USGS). Bei Quadrangle-Karten wird auf das jeweilige Referenzkoordinatensystem projiziert (d. h. Abbildung dreidimensionaler Objekte auf zweidimensionale Flächen), so dass die Kanten der Karten nicht rechtwinklig bzw. parallel zueinander verlaufen müssen.

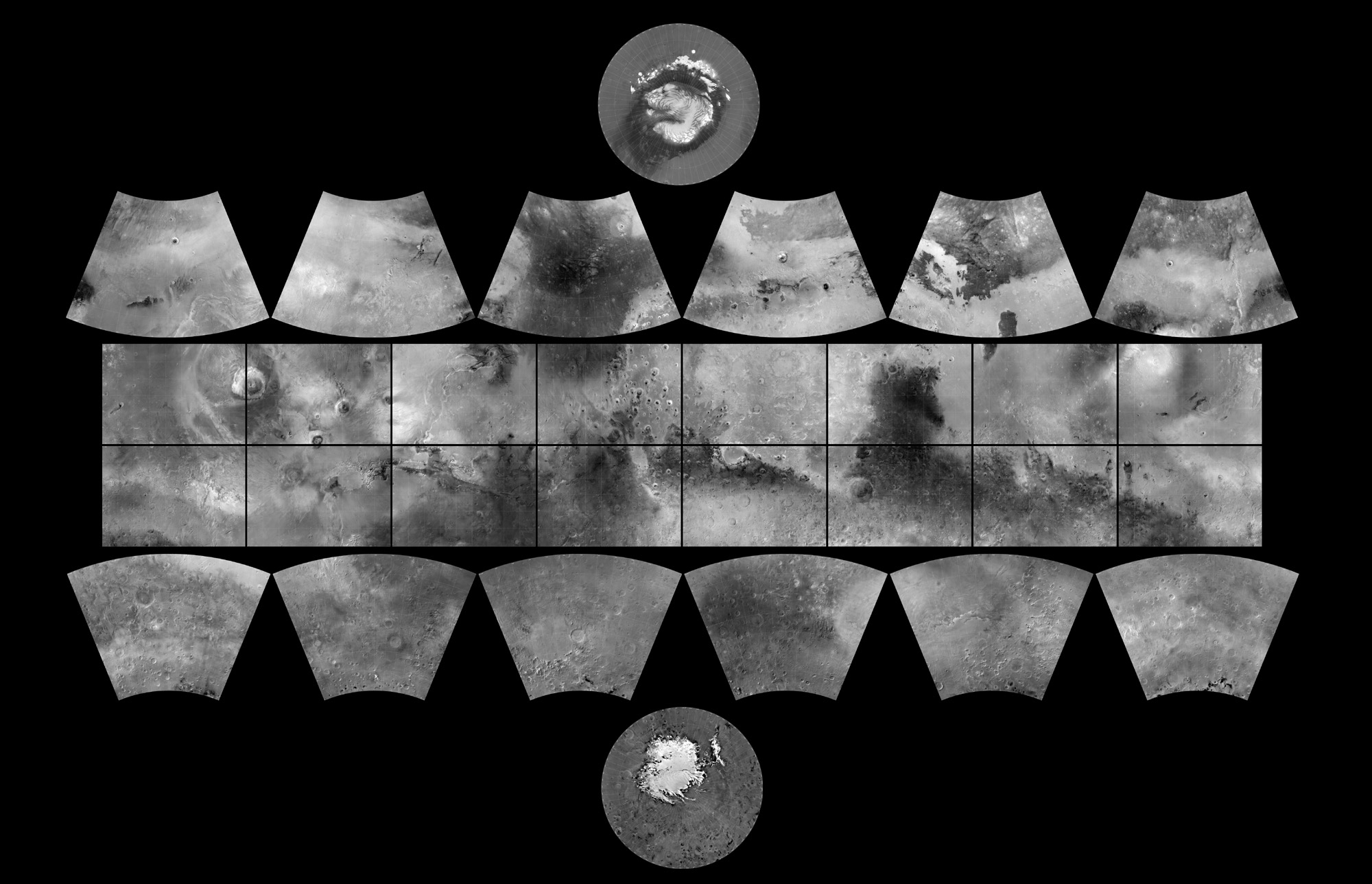
Aufteilung der Marsoberfläche in Mars charts, Montage von Aufnahmen der Raumsonde Mars Global Surveyor

In den Vereinigten Staaten sind 7,5-Minuten-Karten gebräuchlich, die Flächen von 130 bis 180 km² (49 bis 70 Quadratmeilen) abbilden. Die einzelnen Karten werden oft nach einem lokalen physiografischen Merkmal benannt. Zum Beispiel ist die Ranger Creek Map die Karte eines Gebiets in Texas, in dem der Ranger Creek fließt.
Die Viereck-Karten des USGS werden außerdem bei der Kartografierung von Planeten und Monden des Sonnensystems verwendet. Der Planet Mars ist beispielsweise auf 30 Mars charts kartografiert, die ebenfalls nach Merkmalen der jeweiligen Gebiete benannt werden, siehe Liste der Gradfelder auf dem Mars. Die Karten der beiden Polregionen sind nicht viereckig, sondern kreisrund.